# Finanční smlouva mezi vládou Velké Británie a Československou prozatímní vládou (1940)
Finanční smlouva mezi vládou Spojeného království Velké Británie a Severního Irska a Československou prozatímní vládou byla smlouva o válečném úvěru, poskytnutém Velkou Británií exilové československé prozatímní vládě. Takto získaný úvěr sloužil k financování československé prozatímní vlády a československých branných sil v exilu.

## Dohoda o úvěru
25. října 1940 byla podepsána československo-britská dohoda o československé branné moci, která kromě postavení a organizace československých vojenských jednotek ve Velké Británii upravovala také způsob jejich financování. Na základě následné smlouvy z 10. prosince 1940 poskytla Velká Británie exilové československé prozatímní vládě první válečný úvěr ve výši 7,5 milionu liber. Tento úvěr byl poskytnut za podmínky, že československá prozatímní vláda souhlasí s tím, že veškeré zlato Československé národní banky, uložené v té době v Bank of England (jednalo se o 26 tun zlata), bude poskytnuto vládě Velké Británie na podporu Spojeneckých sil (konkrétně na nákup zbraní v USA) O britském požadavku poskytnout československé zlato pro vedení spojeneckého válečného úsilí informoval prozatímní československou vládu ministr financí Eduard Outrata 22. listopadu 1940. Vláda s tímto požadavkem vyslovila souhlas. Z takto získaného úvěru byla následně financována politická i vojenská činnost československého exilu – jednalo se tedy o finance nutné na chod prozatímní vlády a především na formování a následné vyzbrojení exilových branných sil v průběhu války. Československý odboj v zahraničí a armáda v zahraničí tak byly financovány po dobu války z vlastních prostředků.

## Splacení půjčky
Po skončení druhé světové války existovala možnost, že poskytnutý úvěr Československo uhradí z německých válečných reparací. Československo však žádné reparace od Německa (ať už se jednalo o tehdejší Německou demokratickou republiku či Spolkovou republiku Německo) nikdy neobdrželo. Situace se značně zkomplikovala po komunistickém puči v únoru 1948. Velká Británie začala požadovat splacení úvěrů, které za války poskytla k financování organizace a výzbroje československé armády ve Velké Británii a rovněž žádala i splacení mnichovského úvěru z roku 1938. Velká Británie také požadovala náhradu za majetek znárodněný britským občanům, kteří před válkou žili v Československu (náhradu Československo plně nevyplatilo s poukazem na to, že západní státy neoprávněně zadržují československý podíl zlata, nalezeného po válce v solných dolech Merkers – jednalo se o 227 tun zlata Německé říšské banky, z čehož značná část bylo zlato ukradené v okupovaných evropských zemích) K požadavkům Velké Británie se přidaly i Spojené státy americké a rovněž požadovaly finanční náhradu za znárodněný majetek některých bývalých československých občanů, nyní již občanů USA (jednalo se především o Petschkovu rodinu). Jednání o konečném vypořádání se nakonec táhla až do roku 1982. Československá socialistická republika nakonec uhradila Velké Británii 24 milionů liber, Spojeným státům 84,5 milionu dolarů a 20. února 1982 bylo do Prahy letecky dopraveno 18,4 tun zlata.